# واونک
واونک (به فرانسوی: Vaunac) یک کمون در فرانسه است که در Canton of Thiviers واقع شده‌است.

## خصوصیات
واونک ۱۳٫۷۸ کیلومترمربع مساحت و ۲۵۵ نفر جمعیت دارد و ۲۲۸ متر بالاتر از سطح دریا واقع شده‌است.